# Kim (auteur de bande dessinée)
Pour les articles homonymes, voir Kim.
Kim, de son vrai nom Joaquim Aubert i Puig-Arnau, est un auteur de bande dessinée espagnol né en 1941 à Barcelone.

## Biographie
Il est notamment connu pour sa série Martinez le Facho, satire de l'extrême droite parue à partir de 1977 dans l'hebdomadaire satirique El Jueves (dont il est d'ailleurs l'un des membres fondateurs) et compilée ensuite en plus d'une vingtaine d'albums, et pour l'illustration du roman graphique L'art de voler (2009), qui raconte la vie du père du scénariste, Antonio Altarriba, sur fond des crises et de l'histoire de l'Espagne et de l'Europe du XXe siècle.
En 2010, il obtient le Prix national de la bande dessinée pour El arte de volar, aux côtés de Antonio Altarriba. Ce rman graphique est traduit en français et publié sous le nom de l'aile brisée.

## Prix
- 2007 : Prix international d'humour Gat-Perich, pour l'ensemble de son œuvre
- 2010 : 
  - Prix national de la bande dessinée pour El arte de volar (avec Antonio Altarriba)
  - Prix notario del humor (es)